# Friedrich Schachner
Friedrich Schachner (14. prosince 1841 Atzenbrugg – 7. listopadu 1907 Vídeň) byl rakouský architekt z období historismu. Je autorem dostavby pražské budovy Spořitelny české (nyní ústředí Akademie věd ČR) v letech 1894–1896.

## Život

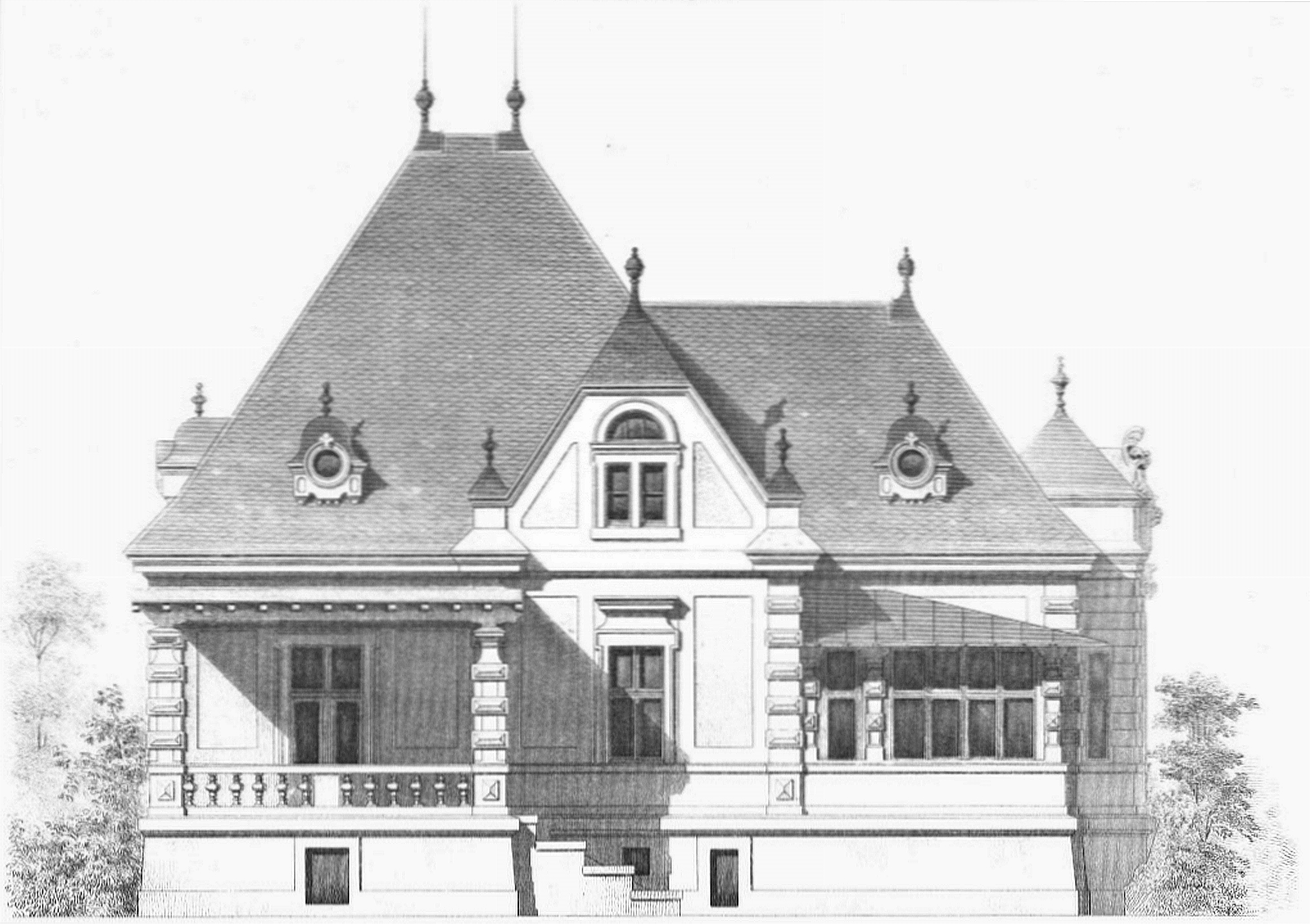
Vila pro Aloise Schumachera v Badenu u Vídně, zahradní fasáda

Schachnerův otec byl správcem kláštera v Atzenbruggu a později přednostou rakouského okresu Mödling. Schachner studoval nejprve na Technické univerzitě ve Vídni a poté na Akademii výtvarných umění ve Vídni u architektů Eduarda van der Nülla a Augusta Siccarda von Siccardsburga (mj. autorů Vídeňské státní opery). Pracoval ve studiu Johanna Romana a Augusta Schwendenweina, kteří postavili řadu městských paláců, a podnikl několik studijních cest do Itálie. Od roku 1866 až do své smrti pak pracoval Schachner jako poměrně zaneprázdněný nezávislý architekt ve Vídni.
Stejně jako jeho učitelé Schachner zpočátku projektoval v novorenesančním stylu. Jeho velkým, i když nerealizovaným projektem byl ale novobarokní návrh Městského muzea císaře Františka Josefa (1901–1902, jeho konkurentem byl Otto Wagner).
Schachner obdržel různé řády a ocenění, včetně rytířského kříže Čestné legie jako porotce na světové výstavě v Paříži v roce 1867. V roce 1959 po něm byla pojmenována jedna z ulic ve Vídni (Schachnerstrasse v obvodu Donaustadt).

## Dílo (výběr)
- 1866: palác Erlanger, Vídeň
- 1871: palác Nako (později Wittgenstein), Vídeň
- 1872: palác Sessler von Hertzinger, Štýrský Hradec
- 1892: vila pro Aloise Schumachera, Vídeň
- 1894–1896: Spořitelna česká, Praha
- 1897–1899: palác Bratmann-Thorsch, Vídeň
- 1900–1901: fasáda a věže Jezuitského kostela, Innsbruck